# Zuckerhut (Antarktika)
Der Zuckerhut ist ein 2525 m hoher Berg im ostantarktischen Königin-Maud-Land. Er ragt 3 km südöstlich des Ritschergipfels im Otto-von-Gruber-Gebirge des Wohlthatmassivs auf.
Entdeckt und nach seiner Form deskriptiv benannt wurde er bei der Deutschen Antarktischen Expedition 1938/39 unter der Leitung des Polarforschers Alfred Ritscher.